# The Riffs – Die Gewalt sind wir
The Riffs – Die Gewalt sind wir (Originaltitel 1990: I guerrieri del Bronx) ist ein Streetfighter- resp. Bandenfilm aus dem Jahr 1982, der einen Konflikt unter Banden New York Citys und der Polizei zeigt. Der Film spielt im Jahr 1990.

## Handlung
Ann, die mit der Vollendung ihres 18. Lebensjahres die Manhattan Cooperation von ihrem Vater erben soll, hat genug von dem Leben in der High Society. Sie sucht Zuflucht in der Bronx, wo sie beim Anführer der Rockergang The Riffs, genannt Trash, landet. Ihr Vater setzt alles daran, seine Tochter nach Manhattan zurückzubringen. Dafür nimmt er sich den brutalen Polizisten Hammer zu Hilfe. Dieser versucht durch ein Attentat einen Bandenkrieg zwischen den Riffs und der größten Gang, den Tigers, anzuzetteln und lässt Ann durch die Rollschuhgang The Rollers entführen und stiftet ein Mitglied der Riffs zum Verrat an. Doch Trash durchschaut die Finte und kämpft sich durch das Gebiet der feindlichen Banden, um den Anführer der Tigers, genannt The Ogre, um Hilfe zu bitten. Dieser kämpft sich darauf zusammen mit Trash und seiner peitschentragenden Assistentin zu den Rollers durch, wo sie deren Anführer töten und Ann befreien. Als sie die neue Einheit feiern, werden sie von einer Einheit der New Yorker Polizei unter dem Kommando von Hammer angegriffen und niedergemetzelt. Trash überlebt und schafft es auch, Hammer zu töten.

## Kritik
„Der italienische B-Film kopiert einschlägige Action-Vorbilder (‚The Warriors‘, 1978; ‚Die Klapperschlange‘, 1980), ohne deren handwerkliches Niveau zu erreichen. Brutal und gewaltverherrlichend.“

## Sonstiges
Am 16. Dezember 1982 hatte der Film Kinopremiere in Deutschland.
Der Film brachte es auf eine echte Fortsetzung desselben Produktionsteams, The Riffs II – Flucht aus der Bronx (1983), und den in Deutschland als solche vermarkteten Riffs III – Die Ratten von Manhattan (1984), ein Endzeitfilm von Bruno Mattei.
Der internationale Titel lautet The Bronx Warriors.